# Johan August Hazelius

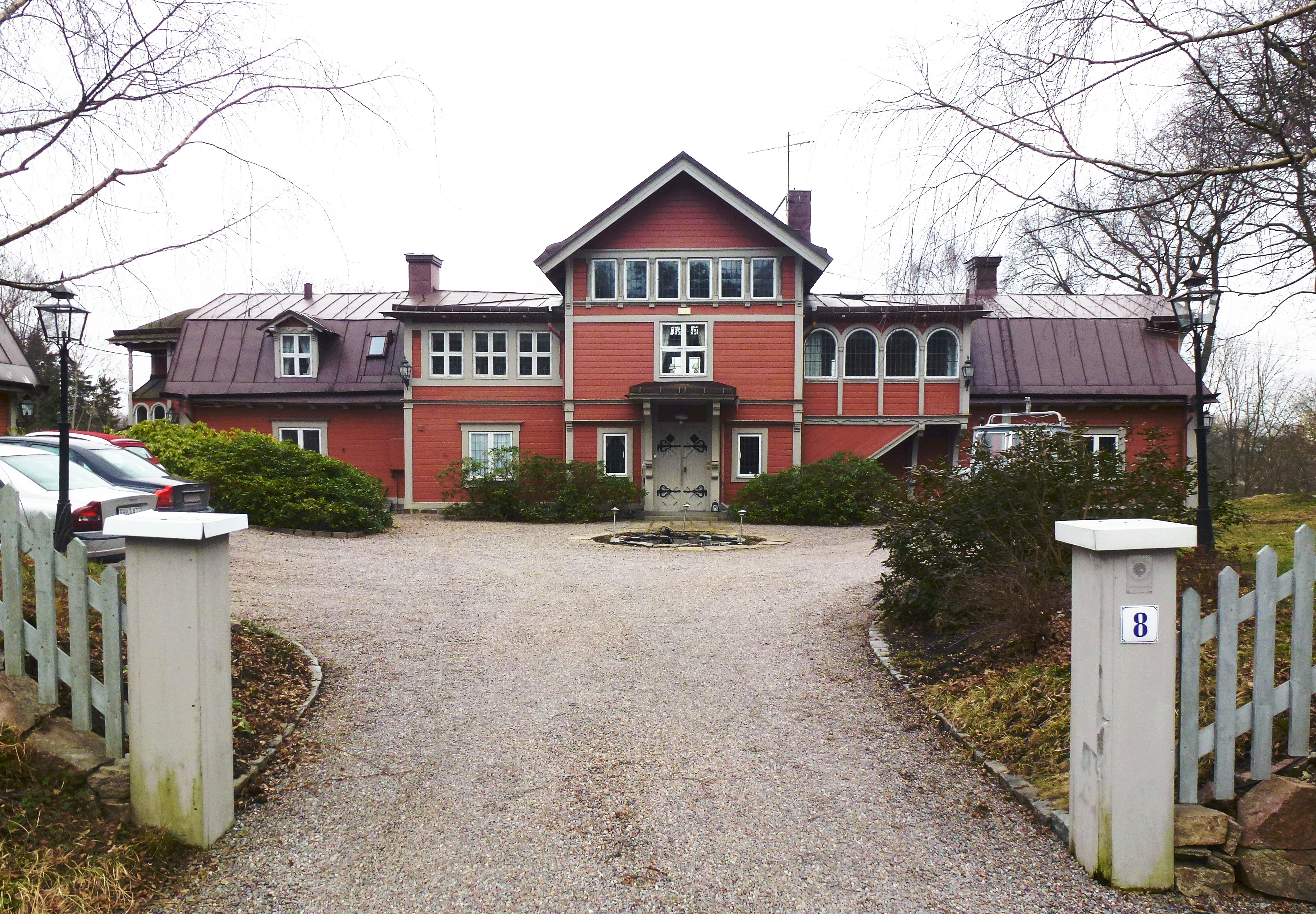
Stockby gård ägdes av Hazelius 1865–1871.

Johan August Hazelius, född 18 april 1797 i Stockholm, död 28 april 1871 i Stockholm, var en svensk militär, publicist och riksdagsman, far till Artur Hazelius.

## Liv och verk
Hazelius barndomshem var typiskt borgerligt. Fadern Johan Hazelius (1758–1828) var lärftkramhandlare och modern Louise Dorothea Hazelius (1771–1850) var dotter till stockholmsköpmannen Abraham Keijser. Hazelius var fjärde barnet i en syskonskara på elva. 
Han började 1810 vid krigsakademien på Karlberg och blev 1814 kompaniofficer och underlöjtnant vid Fältmätningsbrigaden av Ingenjörkåren. Han blev medlem av Manhemsförbundet och förtrogen vän till C.J.L. Almquist.  Tidigt kom Hazelius i kontakt med J.P. Lefrén, som fick inflytande på hans politiska och militära åskådning. År 1821 befordrad till löjtnant erhöll han 1823 pris av Krigsvetenskapsakademien (KVA) för Om lämpligaste sättet för officerares bildande och 1824 för en skrift Om den topografiska teckningskonsten. 
År 1829 befordrades han till kapten och förestog föreläsningarna i taktik och strategi vid ingenjörkårens läroverk. År 1830 fick han en personlig tjänst vid Högre artilleriläroverket på Marieberg i taktik, strategi och krigshistoria, som han sedan innehade i 27 år. Han grundade 1831 en privat läroanstalt för unga officerares bildande, som han skötte till 1856. Han skrev själv alla läroböcker för den skolan.  
Under 1830-talet utvecklade Hazelius vid sidan av sin dubbla lärarverksamhet ett flitigt militärt författarskap. Han redigerade 1833–1835 och 1844–1860 Krigsvetenskapsakademines tidskrift, invaldes i akademien 1836 och blev snart dess ledande ande; 1843–68 var han dess sekreterare. Akademiens högsta pris vann Hazelius 1836 för en skrift: Om stående härar och folkbeväpning. Samma år blev Hazelius utnämnd till major i armén och började vid denna tid sin politiska skriftställarverksamhet. 
Åren 1839–1841 gjorde han, med statsunderstöd, resor i Danmark, Tyskland, Österrike, Frankrike, Italien, Schweiz och Belgien för att studera deras militärinrättnmgar, i synnerhet krigsundervisningsanstalter och topografiska arbeten. Han skrev om sina iakttagelser i KVA:s handlingar. År 1843 blev han öfverstelöjtnant i armén samt 1844 major i Topografiska kåren och adjutant hos konung Oscar I, 1848 överstelöjtnant i Topografiska kåren och 1850 överste i armén. 
Samma år tog han avsked ur konungens stab, då det uppdraget lade hinder i vägen för hans publicistiska verksamhet. Han började i december 1851 utge "Svenska tidningen", till sin huvudriktning konservativt. När Hazelius 1856 utnämndes till chef för Topografiska kåren, lämnade han sysslan som tidningens utgivare. Tidningen lades ner 1859. Hazelius föreslog att Topografiska kårens kartverk skulle tryckas samt utvidgade genom utverkande av större anslag kårens verksamhet. År 1861 förordnades han till ledamot i lantförsvarskommittén och utnämndes 1862 till generalmajor. 
Till följd av sina pedagogiska åsikter invaldes han 1846 i Nya elementarskolans direktion (som Lefrén och Hartmansdorff då tillhörde) samt blev 1862 efter Lefrén ordförande i direktionen. År 1868 valdes han av Västerbottens läns landsting till riksdagsman i första kammaren. För den svenska officersbildningen ägde han en banbrytande betydelse och utövade även som lärare och författare stort inflytande på densamma. Som publicist var han ett aktat namn och anses för en av skolreformernas mest framstående målsmän. Hazelius är begravd på Solna kyrkogård.